# Cosmosoma nicippe
Cosmosoma nicippe är en fjärilsart som beskrevs av Druce 1897. Cosmosoma nicippe ingår i släktet Cosmosoma och familjen björnspinnare. Inga underarter finns listade i Catalogue of Life.